# Николай Панайотов
Николай Панайотов (роден на 22 Април 1994г.) е български треньор.

## Кариера
Панайотов започва своята треньорска кариера в академията на ДИТ София, академия, подкрепяна от Септември София, когато е едва на 20 години.  През лятото на 2021г. премина в ЦСКА 1948, където води отбора до 17 години в елитната младежка група.  Панайотов е повишен в мениджър на основния отбор на 15 август 2023 г., като на 28 години става най-младият треьор, водил отбор в Първа професионална лига.

## Препратки
1. ↑  Николай Панайотов: Щастлив съм да работя в ЦСКА 1948
2. ↑  28-годишен треньор застава начело на ЦСКА 1948 - БГ Футбол - efbet Лига - Gong.bg
3. ↑  Най-младият треньор в Първа лига призна, че няма опит